# Brzeźnica Bychawska-Kolonia
Brzeźnica Bychawska-Kolonia (prononciation : [bʐɛʑˈnit͡sa bɨˈxafska kɔˈlɔɲa]) est un village polonais de la gmina de Niedźwiada dans le powiat de Lubartów de la voïvodie de Lublin dans l'est de la Pologne.
Le village comptait approximativement une population de 405 habitants en 2012.

## Histoire
De 1975 à 1998, le village est attaché administrativement à l'ancienne Voïvodie de Lublin.
Depuis 1999, il fait partie de la nouvelle voïvodie de Lublin.